# Poggendorff-Täuschung

Poggendorff-Täuschung: Die schwarze Linie scheint in der abgedeckten Version in der blauen Linie auszulaufen. Die Abdeckung, transparent gemacht, zeigt jedoch, dass sie sich in der roten Linie fortsetzt.

Die Poggendorff-Täuschung ist eine optische Täuschung, die auf unserer Wahrnehmung des Zusammenspiels zwischen diagonalen Linien und horizontalen bzw. vertikalen Kanten beruht. Sie besteht in der scheinbaren relativen Verschiebung der beiden Segmente einer Linie parallel zu den Kanten eines Balkens, den sie schräg kreuzt und von diesem unterbrochen wird. Sie ist benannt nach Johann Christian Poggendorff, der sie 1860 erstmals beschrieb.

## Geschichte
Johann Christian Poggendorff war der Herausgeber der Zeitschrift, bei der Johann Karl Friedrich Zöllner eine Arbeit über die später nach ihm benannte Wahrnehmungstäuschung eingereicht hatte. Auf einer Zeichnung in dieser Arbeit entdeckte er diese Täuschung, wie Zöllner bestätigt:
„... zeigt die Fig. 4 noch eine andere Täuschung, auf die Hr. Prof. Poggendorff die Güte hatte meine Aufmerksamkeit zu lenken. Es ist diess die Nonius-artige Verschiebung der zu beiden Seiten der Längsstreifen befindlichen Hälften der Querstreifen.“

## Beobachtung
Die Täuschung hängt auch vom Winkel ab, den die kreuzende Linie mit dem Balken einschließt, wie auch von der Orientierung der gesamten Figur. Sie zeigt ein Minimum, wenn die kreuzende Linie horizontal oder vertikal verläuft.
Kontextelemente können die Täuschung verändern. Zwei Punkte an den Balkenkanten, symmetrisch zum Inversionszentrum gelegen, verstärken oder vermindern den Effekt.

## Deutung
Der Effekt könnte sowohl durch eine scheinbare vergrößerte Wahrnehmung des spitzen Winkels zwischen Linie und Balken wie auch durch eine scheinbare Richtungsänderung in der Linienverlängerung im Balkenbereich erklärt werden. Wenderoth, Beh und White  ließen in einem Experiment eine schräge Linie unter 45° an nur einer vertikalen Linie enden (ohne die zweite, die den Balken simuliert). Die gedachten Verlängerungen der Testlinie zeigten sich beide als ein wenig zur Horizontalen hin abgeknickt. Der Effekt war jedoch deutlich stärker auf der Seite, an der die Testlinie die vertikale Linie berührte und nahm noch zu, wenn die Testlinie verkürzt wurde. Dies ist in Einklang mit der Beobachtung, dass eine durch einen Balken unterbrochene Linie ihre jeweilige Verlängerung zu verfehlen scheint. Danach bezieht sich der Täuschungseffekt in erster Linie auf die Richtung der vermuteten Fortsetzung der Linie in dem durch den Balken abgedeckten Bereich.

## Ähnliche Täuschungen

Der geteilte Kreis.

Im Buch von Walter Ehrenstein sind mehrere Beispiele für vergleichbare Effekte aufgeführt, darunter auch der Fall, dass ein Balken vertikal einen gotischen Bogen teilweise so verdeckt, dass eine Kante durch die Spitze geht.
Eine weitere Variante stellt der asymmetrisch geteilte Kreis dar. Linkes Bild: Der schwarze Kreis erscheint, ergänzt man ihn in der Vorstellung zum Vollkreis, größer als der Kreis, von dem nur das kleine rote Segment rechts vom Balken sichtbar ist. Am rechten Bild wird deutlich, dass sie denselben Radius haben. Die Täuschung wird deutlich kleiner, wenn man die Figur um 45° nach links dreht (so dass die oberen Kreisenden einander horizontal gegenüber stehen) oder indem man den Kopf einfach nach rechts neigt.